# Sociedad científica

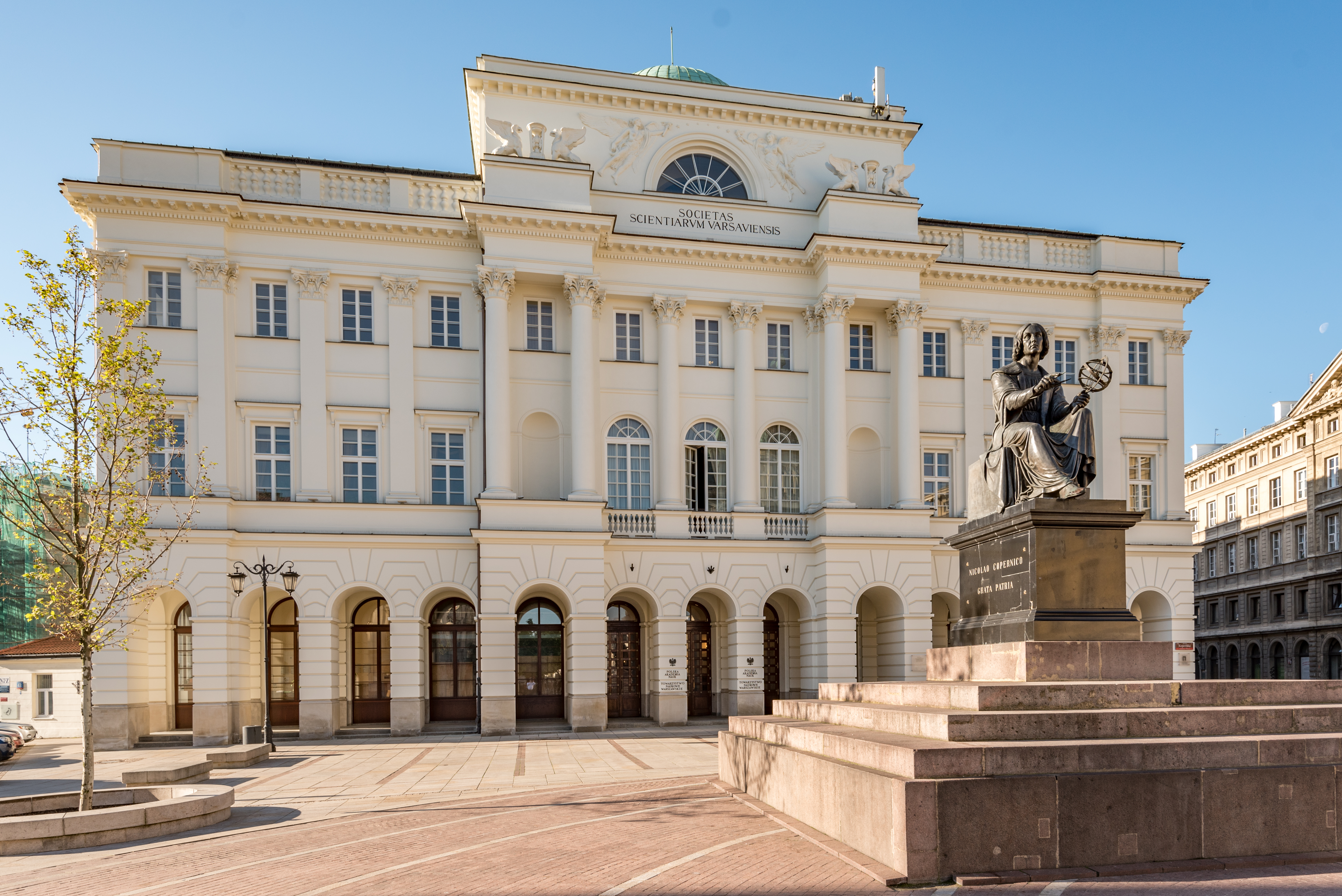
Academia Polaca de Ciencias y el Monumento a Nicolás Copérnico, Varsovia, Polonia.

Una sociedad científica es una asociación de profesionales, investigadores, especialistas o eruditos de una rama del conocimiento o de las ciencias en general, que les permite reunirse, exponer los resultados de sus investigaciones, confrontarlos con los de sus colegas o especialistas de los mismos dominios del conocimiento, y difundir sus trabajos a través de publicaciones especializadas. La membresía puede estar abierta a todos, puede requerir la posesión de alguna calificación o puede ser un honor conferido por elección.
La mayoría de las sociedades científicas son organizaciones sin ánimos de lucro, y muchas son asociaciones profesionales. Sus actividades suelen incluir la celebración de conferencias periódicas para la presentación y discusión de nuevos resultados de investigación y la publicación o patrocinio de revistas académicas en su disciplina. Algunos también actúan como organismos profesionales, regulando las actividades de sus miembros en el interés público o el interés colectivo de los miembros.

## Historia
Algunas de las sociedades científicas más antiguas son la Académie des Jeux floraux (fundada en 1323), la Sodalitas Litterarum Vistulana (fundada en 1488), la Accademia della Crusca (fundada en 1583), la Accademia dei Lincei (fundada en 1603), la Academia francesa  (fundada en 1635), Academia alemana de las ciencias naturales – Leopoldina (fundada en 1652), la Royal Society de londres (fundada en 1660)  y la Academia de Ciencias de Francia (1666), en el continente americano la más antigua es la Sociedad Mexicana de Geografía y Estadística (1833).
La participación de las sociedades científicas en los albores de la ciencia moderna es un tema ampliamente estudiado y debatido. La historia de la ciencia ha sido más pródiga en analizar los orígenes de la Royal Society y de las distintas academias nacionales de ciencias del siglo XVII, el desarrollo de las sociedades profesionales de científicos en el siglo XIX o la creación de asociaciones internacionales en el marco del proceso de internacionalización de la ciencia en el siglo XX.

## Membresía y becas
La membresía puede estar abierta a todos, puede requerir la posesión de alguna cualificación o puede ser un honor conferido por elección.
Algunas sociedades ofrecen membresía a quienes tienen interés en un tema o disciplina en particular, siempre que paguen sus cuotas de membresía. Las sociedades más antiguas y más académicas/profesionales pueden ofrecer puestos asociados y/o becas a los miembros que estén debidamente calificados mediante honoris causa, o por la presentación de un conjunto de trabajos o una tesis original. Un beneficio de la membresía puede ser descuentos en las tarifas de suscripción a las publicaciones de la sociedad. Muchas de estas sociedades otorgan cartas postnominales a sus miembros.

## Características
Su estructura, objetivos y actividades se rigen de acuerdo a unos estatutos propios, regulados según las leyes nacionales e internacionales. Entre sus actividades suelen incluirse las de tipo docente (cursos, talleres, seminarios, congresos, etc) investigación (teórica o aplicada) y publicaciones (libros, revistas, etc). Como valor añadido consiguen el prestigio, tanto de sus miembros como el de la organización que los vertebra. Las sociedades científicas se denominan, generalmente, en función del territorio que abarca (internacional, nacional, regional o local) y de la rama del saber que estudian (medicina, literatura, etc); organizaciones pequeñas se suelen federar con otras afines para crear asociaciones de rango superior.
Las sociedades científicas suelen asesorar a gobiernos, e instituciones públicas o privadas, sobre los conocimientos que las fundamentan mediante informes técnicos o exámenes periciales.
Los estudios sociales de la ciencia han prestado mayor atención a los colectivos no formalizados en la ciencia, como la "república de la ciencia" de Poliana, la "comunidad científica" de Hagstrom y Merton, los "colegios invisibles" de Crane, las "comunidades epistémicas" de Knorr-Cetina y el "campo científico" de Bourdieu. La literatura sociológica en sí, donde el tema de la participación asociativa es recurrente, poco ha abordado el caso particular de las asociaciones científicas.[S]e puede debatir si las sociedades científicas siguen teniendo razón de existir en un sistema cada vez más polarizado entre el científico individual, con sus estrategias y ambiciones de carrera, y las instituciones académicas, presionadas a competir entre sí por recursos escasos.

## Apoyo

### Apoyo público
En Francia, debido a la riqueza y a veces a la fragilidad de su patrimonio, algunas de estas sociedades todavía se benefician de un cierto apoyo del Comité de Obras Históricas y Científicas de Francia, a través de su fundación (la fundación de obras históricas y científicas, protegida por la Academia de Ciencias Morales y Políticas) cada año una convocatoria de proyectos que permite a las sociedades científicas beneficiarse de ayudas financieras Además, organiza jornadas de estudio para dar respuestas a los problemas que enfrentan las sociedades científicas (tecnología digital, gestión del patrimonio, etc.): todos los documentos presentados durante estos momentos de reflexión se ponen a disposición del público gracias al foro de sociedades científicas.
Se puede ayudar a estas sociedades, cuando tengan fondos valiosos, a digitalizarlas. Así, en Francia, la base de datos Gallica ha digitalizado publicaciones periódicas de las sociedades científicas de Lorena y Aquitania, con cargo a la Biblioteca Nacional de Francia, haciéndolas accesibles y descargables gratuitamente en Internet.

### Apoyo privado
En Francia, muchas sociedades científicas vinculadas a la agricultura, la alimentación y la medicina están patrocinadas por grupos industriales (lobbyies). Por ejemplo, en 2017, la Sociedad Francesa de Nutrición (Société française de nutrition) recibió decenas de miles de euros de la industria alimentaria y la industria farmacéutica. Y tres cuartas partes del presupuesto de la Sociedad Europea de Cardiología proceden de la industria farmacéutica.
Los miembros de una sociedad científica generalmente pagan una cuota de membresía. Cuando la empresa es declarada de interés general o reconocida de utilidad pública en Francia, la aportación da derecho a una reducción fiscal (66% del importe de la membresía o donación).

## Comunidades académicas en línea
Tras la globalización y el desarrollo de la tecnología de la información, ciertas sociedades académicas, como la Modern Language Association, han creado comunidades virtuales para sus miembros. Además de las asociaciones académicas establecidas, las comunidades virtuales académicas se han organizado de tal manera que, en algunos casos, se han convertido en plataformas más importantes para la interacción y la colaboración científica entre investigadores y profesores que las sociedades académicas tradicionales.
Los miembros de estas comunidades académicas en línea, agrupadas por áreas de interés, utilizan para sus comunicaciones servidores de listas dedicados y compartidos (por ejemplo JISCMail), servicios de redes sociales (como Facebook, LinkedIn) y redes sociales de orientación académica (como Mendeley, Academia.edu).